# Waco: The Rules of Engagement
Waco: The Rules of Engagement là một bộ phim tài liệu năm 1997 của William Gazecki về "Cuộc bao vây Waco" năm 1993, một cuộc đối đầu kéo dài 51 ngày với cuộc tấn công của Cục Rượu, Thuốc lá và Súng ngày 28 tháng 2 tại Giáo phái Branch Davidian nhà thờ và nhà bên ngoài Waco, Texas và kết thúc bằng cuộc tấn công của Cục Điều tra Liên bang ngày 19 tháng 4 vào tòa nhà đã giết chết hầu hết cư dân. Bộ phim được dẫn đầu bởi nhà hoạt động sửa đổi thứ hai đã trở thành nhà làm phim Michael McN Khoa, người đã dành hai mươi tám tháng và 400.000 đô la để phát triển bộ phim. Sau đó, cựu phóng viên tin tức kinh doanh của CNN, Dan Gifford và vợ Amy Sommer Gifford đã tham gia với tư cách đồng sản xuất, cung cấp gần một triệu đô la khác. Đạo diễn William Gazecki đã cùng McN Khoa đi du lịch khắp đất nước để phỏng vấn và tham gia phim cho bộ phim. Gifford, Gazecki và McN Khoa đã viết kịch bản.
Bộ phim kết quả, với lời kể của Dan Gifford, kết hợp băng đàm phán FBI, video gia đình David, cảnh quay từ phiên điều trần của Quốc hội về Waco, và các cuộc phỏng vấn rộng rãi với những người sống sót Davidian, đại diện của cơ quan thực thi pháp luật, điều tra viên độc lập, học giả và nhà khoa học. Bộ phim đã vẽ nên một bức tranh đen tối về các hành động thực thi pháp luật, buộc tội các đặc vụ FBI bắn vào tòa nhà tại Davidian vào ngày 19 tháng 4.
Bộ phim được công bố tại Liên hoan phim Sundance vào tháng 1 năm 1997. Vào năm đó, nó đã giành được một giải thưởng Emmy Tin tức & Tài liệu cho Báo chí điều tra xuất sắc và được đề cử giải Oscar cho Phim tài liệu hay nhất.
Do sự rơi ra giữa Michael McN Khoa và Dan và Amy Gifford, các đoạn cắt khác nhau của phim tài liệu này đã được sản xuất. Phiên bản có sẵn ngày hôm nay trên video được cắt giảm 135 phút. Michael McN Khoa sẽ tiếp tục tạo ra Waco: Một tiết lộ mới được phát hành vào năm 1999 và The F.L.I.R. Dự án phát hành năm 2001.